# Кгатленг
Кга́тленг (англ. Kgatleng) — округ в Ботсване. Административный центр — город Мочуди.

## География
Через округ проходит железная дорога из Мукане (Центральный округ) в Габороне. По Кгатленгу протекают притоки Лимпопо.
Соседние области:
- Центральный — на севере
- Юго-Восточный и Северо-Западная провинция (ЮАР) — на юге
- Квененг — на западе
- Лимпопо (ЮАР) — на востоке

## Населённые пункты
- Бокаа, 3 812
- Дикгоннье/en:Dikgonnye, 216
- Диквидиди/en:Dikwididi, 203
- Кгомодитшаба/en:Kgomodiatshaba, 330
- Хурутше/en:Khurutshe, 35
- Лешибице/en:Leshibitse, 407
- Мабалане/Mabalane, 814
- Малолване, 2 369
- Молотвана/en:Malotwana, 354
- Матебеленг, 1 180
- Мматибудукване/en:Mmathubudukwane, 2 049
- Модипане, 2 423
- Морва/en:Morwa, 2 696
- Мосомане, 1 462
- Олифантс-Дрифт/Oliphants Drift, 758
- Пилане/en:Pilane, 1 178
- Рамонака/en:Ramonaka, 518
- Рамотлабаки/en:Ramotlabaki, 200
- Расеса, 2 461
- Сикване, 1 585
- Ооди/Oodi, 3 440

## Административное деление
Административно округ состоит из одного субокруга Кгатленг.